# بلدة رايلي (مقاطعة كلير سانت)

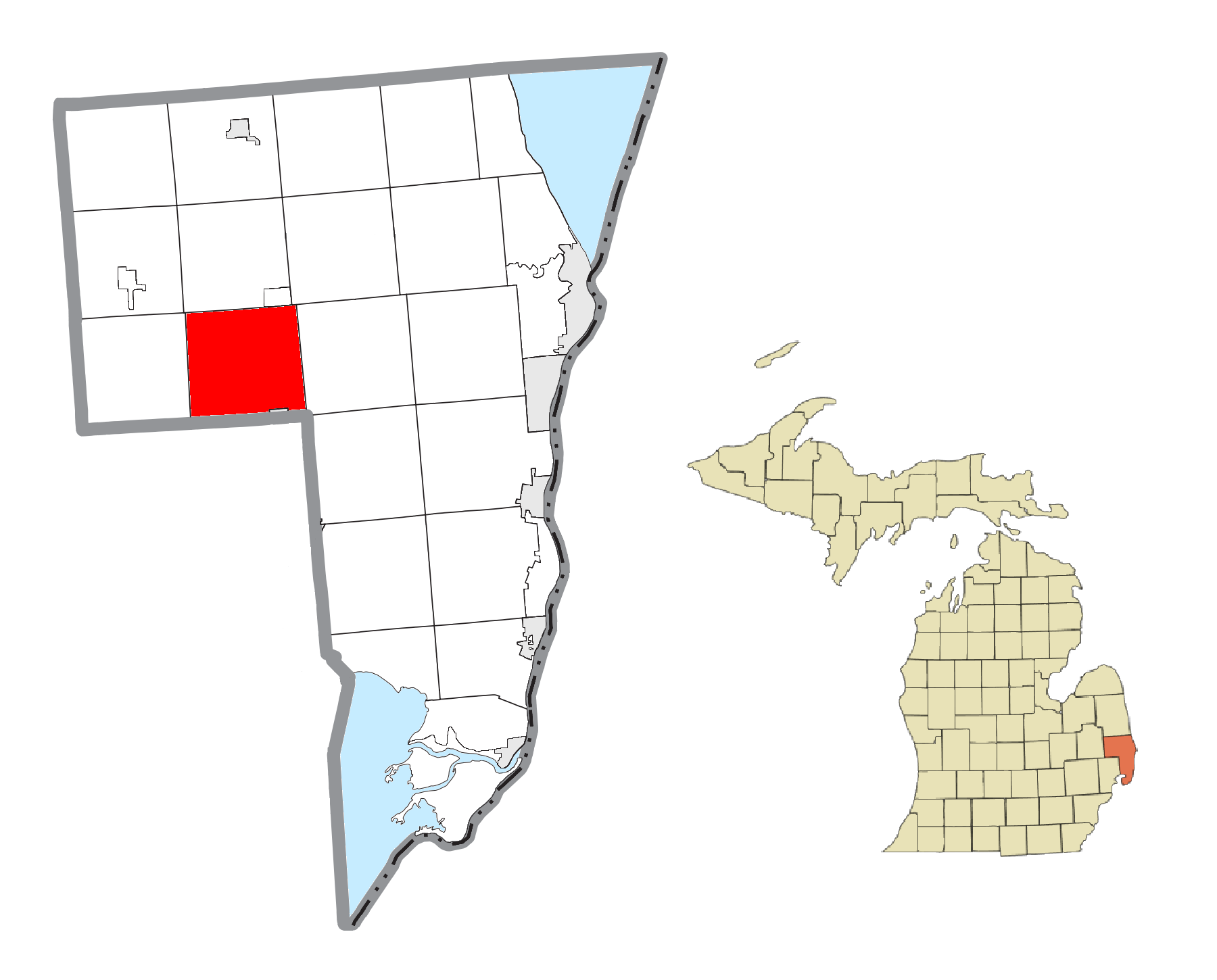
بلدة رايلي

رايلي، مقاطعة كلير سانت (بالإنجليزية: Riley Township, St. Clair County, Michigan) هي بلدة تقع بولاية ميشيغان في الولايات المتحدة. تبلغ مساحتها 99.2 (كم²)، وترتفع عن سطح البحر 239 م، بلغ عدد سكانها 3046 نسمة في عام تعداد الولايات المتحدة 2000 حسب إحصاء مكتب تعداد الولايات المتحدة وتصل الكثافة السكانية فيها 30.7 نسمة/كم2.

## وصلات خارجية
- The US50 - Cities and Towns in Michigan State
- Michigan Cities and Towns, Facts, Map, Flag, Colleges, Government, and More